# Европско првенство у одбојци за жене 1955.
Европско првенство у одбојци за жене 1955. је било 4. по реду Европско првенство које се од 15. до 24. јуна одржавало у Румунији. Титулу је освојила репрезентација Чехословачке.

## Учесници
На Европском првенству је учествовало 6 репрезентација.
- -  Румунија
  -  Чехословачка
  -  Мађарска
  -  Совјетски Савез
  -  Бугарска
  -  Пољска

## Бергеров систем

### Група
| Бр | Репрезентација  | Утакмице | Утакмице | Утакмице | Сетови | Сетови   | Сетови       | Поени      | Поени      | Поени         | Бодови |
| Бр | Репрезентација  | играли   | добили   | изгубили | добили | изгубили | Сет Количник | пос. поени | изг. поени | Поен количник | Бодови |
| -- | --------------- | -------- | -------- | -------- | ------ | -------- | ------------ | ---------- | ---------- | ------------- | ------ |
| 1  | Чехословачка    | 5        | 5        | 0        | 15     | 6        | 2.500        | 283        | 225        | 1,258         | 10     |
| 2  | Совјетски Савез | 5        | 4        | 1        | 14     | 4        | 3,500        | 248        | 166        | 1,494         | 9      |
| 3  | Пољска          | 5        | 3        | 2        | 12     | 10       | 1.200        | 272        | 264        | 1,030         | 8      |
| 4  | Румунија        | 5        | 2        | 3        | 8      | 11       | 0,727        | 223        | 253        | 0,881         | 7      |
| 5  | Бугарска        | 5        | 1        | 4        | 9      | 13       | 0,692        | 254        | 295        | 0,861         | 6      |
| 6  | Мађарска        | 5        | 0        | 5        | 1      | 15       | 0,067        | 161        | 238        | 0,676         | 5      |

| 2° место СССР | Победник Европског првенства у одбојци за жене 1955. Чехословачка 1° титула | 3° место Пољска |